# Liste d'astéroïdes ayant frôlé la Terre
 (décembre 2018).
Cet article liste quelques astéroïdes ayant frôlé la Terre à une distance inférieure à la distance moyenne entre la Terre et la Lune, soit 384 400 km.

## Astéroïdes ayant frôlé la Terre
Le tableau ci-dessous recense lesdits astéroïdes d'une taille au moins égale à 50 mètres (H < 24 et albédo supposé de 0,15). Ils sont classés du plus récent au plus ancien.
| Date            | Objet              | Distance (UA) | Distance (km) | Taille (m) |
| --------------- | ------------------ | ------------- | ------------- | ---------- |
| 26 juillet 2019 | 2019 OK            | 0,000477      | 72 500        | 57 à 135   |
| 4 août 2013     | 2013 PJ10          | 0,0025        | 371 000       | 50         |
| 15 février 2013 | (367943) Duende    | 0,000227      | 34 000        | 54         |
| 3 décembre 2011 | 2011 XC2           | 0,0023        | 347 000       | 100        |
| 8 novembre 2011 | (308635) 2005 YU55 | 0,0022        | 325 000       | 400        |

## Futur
Selon des estimations début 2025, l'astéroïde 2024 YR4 frôlera peut-être la Terre en 2032.